# Atong Atem
Atong Atem, född 1994 i Etiopien, är en Melbourne-baserad konstnär som ursprungligen kommer från Sydsudan. Hon flyttade till Australien redan som barn. Hon har haft utställningar på Melbournes Immigration Museum, NGV:s Triennal, Melbournes vinterkonstfestival Rising, Messums London, samt verk i Red Hook Labs (New York), Vogue Fashion Fair (Milano) och Unseen Amsterdam konstmässan. Hon har fått i uppdrag att pryda två fasader av Hanover House på Melbournes Southbank.
2021 släppte hon Banksia, en video som utforskar afrikansk immigration till Australien.